# Chucho Valdés
Dionisio Jesús Valdés Rodríguez Embaixador(a) da boa vontade da FAO, conhecido como Chucho Valdés  (Quivicán, 9 de outubro de 1941), é um pianista cubano de jazz, fundador do grupo Irakere.
Seu pai, Bebo Valdés (1918-2013), foi também pianista.